# Cojoba bahorucensis
Cojoba bahorucensis là một loài thực vật có hoa trong họ Đậu. Loài này được R.G.Garcia miêu tả khoa học đầu tiên.